# Cellule stellaire

Les cellules stellaires ou cellules étoilées hépatiques (anciennement appelées cellules de Ito ou cellules à vacuoles lipidiques), sont des cellules présentes dans le parenchyme du foie. Elles sont localisées plus précisément dans les espaces de Disse, espaces entre les hépatocytes et les cellules endothéliales des sinusoïdes veineux.

## Fonction
Le rôle physiologique des cellules stellaires hépatiques est de stocker la vitamine A, mais aussi elles jouent un rôle important dans la fibrinogenèse hépatique.
Les lésions hépatocytaires dues à l'agression chronique du foie (alcool, HVB, HVC, NASH, etc.) permettraient une libération de médiateurs qui vont activer les cellules stellaires et induire leur prolifération et leur transformation en myofibroblastes contractiles. Les CS prolifèrent et produisent du collagène fibrillaire caractéristiques de la fibrose et de la cirrhose.

## Alcoolisme et lésions hépatiques
- Lors d'expositions chroniques à l'alcool, les cellules de Kupffer (macrophages propres au foie) se mettent à synthétiser des cytokines inflammatoires (IL-1, TNF-α) ainsi que du TGF-β (facteur majeur de croissance). Ceci active les cellules stellaires et peut mener à une fibrose hépatique sévère, menant à la cirrhose.
- En cas d'hypervitaminose A, la vitamine A peut s'accumuler dans les cellules stellaires. Ceci peut mener à une stéatose hépatique. Celle-ci peut également évoluer en cirrhose.